# Indice cubital
En apiculture, l'indice cubital est un indice morphologique permettant de déterminer la variété d'abeilles en fonction de la dimension de certaines nervures de ses ailes. En effet, le motif des veines des ailes antérieures est spécifique à chaque race d'abeilles. L'indice cubital est cohérent pour une race d'abeille donnée. Il peut être utilisé pour distinguer des populations d'abeilles semblables et pour déterminer les degrés d'hybridation.

## Mode de calcul

Indice cubital

L’indice cubital est le rapport A/B de la mesure de deux longueurs de nervure situées au bord d’une cellule appelée "cellule cubitale" (C3 sur la photo ci-contre). Comme il s’agit d’un rapport de deux longueurs, le résultat est indépendant de l’environnement de l’abeille, grosseur en particulier.

## Procédure
Pour obtenir des résultats moyens fiables, il faut mesurer au moins 100 ailes antérieures d'abeille. En effet, la spermathèque de la reine contient le sperme d'au moins une dizaine de mâles, sa descendance est donc obligatoirement assez hétérogène.
Les mesures sont prises au microscope ou mesurées en pixel sur des photos numériques.

### Finesse de l'analyse
Chaque race possède un intervalle d'indice cubital propre. Une colonie est homogène si les mesures de l'indice des abeilles qui la composent sont incluses dans cet intervalle. Cet indice n'est cependant pas suffisant pour discriminer les différentes races puisque de nombreuses valeurs d'index sont communes à plusieurs races. Par exemple, un indice de 1,7 ou 1,8 peut correspondre à une abeille noire comme à une abeille du Caucase. Pour une meilleure identification, il faut donc aussi tenir compte d’autres caractères physiques tels que :
- La couleur
- La pilosité du 5e tergite abdominal
- La largeur du tomentum sur le 4e tergite (quatrième bande abdominale en partant du thorax)
- La longueur de la langue.

## Classification Dreher
| Race                                                | 1,4 | 1,5 | 1,6 | 1,7 | 1,8 | 1,9 | 2,0 | 2,1 | 2,2 | 2,3 | 2,4 | 2,5 | 2,6 |
| --------------------------------------------------- | --- | --- | --- | --- | --- | --- | --- | --- | --- | --- | --- | --- | --- |
| Apis mellifera mellifera, l'abeille noire           | x   | xx  | xx  | x   | x   | x   |     |     |     |     |     |     |     |
| Apis mellifera caucasia, l'abeille du Caucase       |     |     |     | x   | x   | xx  | xx  | x   | x   |     |     |     |     |
| Apis mellifera ligustica, l'abeille jaune Italienne |     |     |     |     |     | x   | x   | xx  | xx  | x   | x   |     |     |
| Apis mellifera carnica, l'abeille carniolienne      |     |     |     |     |     |     |     | x   | x   | x   | x   | x   | xx  |